# Zehntscheune (Whitekirk)

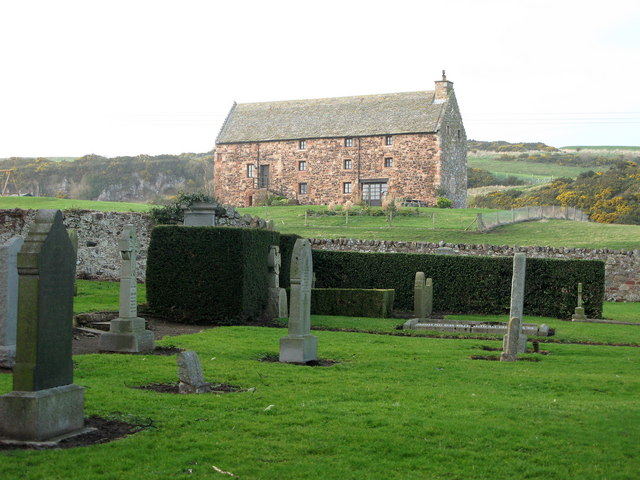
Die Zehntscheune von Whitekirk vom Friedhof der Whitekirk Parish Church aus gesehen.

Die Zehntscheune von Whitekirk befindet sich in der schottischen Ortschaft Whitekirk in der Council Area East Lothian. 1971 wurde das Bauwerk in die schottischen Denkmallisten in der höchsten Kategorie A aufgenommen. Ein umgebendes ovales Areal mit den Grundmauern von Pilgerhäusern, die im Zusammenhang mit der nahegelegenen Whitekirk Parish Church und ihrem Heilbrunnen stehen, ist als Scheduled Monument klassifiziert. Die Scheune ist hiervon jedoch explizit ausgenommen.

## Beschreibung
Die Zehntscheune liegt auf einer felsigen Erhebung am Ostrand von Whitekirk. Ursprünglich handelte es sich um einen im Jahre 1540 erbauten Turm, der im Laufe des 17. Jahrhunderts erweitert wurde. Anhand der Ecksteine des Turms sind seine Ausmaße heute noch im Mauerwerk des dreistöckigen Gebäudes sichtbar. Dieses besteht aus Bruchstein, der wahrscheinlich von dem Abbruch der Pilgerhäuser stammt. Das 19 m lange Bauwerk ist rund sechs Meter breit und in Ost-West-Richtung ausgerichtet. Entlang der Südfassade sind unregelmäßig Sprossenfenster verbaut. Links führt eine schlichte Vortreppe zu einer höhergelegenen Eingangstüre, die einst Zugang in den Turm bot. Ein weiteres Eingangstor findet sich links.
Auch die Nordfassade ist asymmetrisch gestaltet mit einem Scheunentor an der Ostseite. Das abschließende Satteldach ist mit dicken Schieferplatten eingedeckt. Die Giebel sind als Staffelgiebel gearbeitet. Im Gebäudeinneren ist im Bereich des ehemaligen Turmes eine Gewölbedecke erhalten. Von den sonstigen Böden sind nur noch die Balken vorhanden.